# John Chillas
John Chillas (Aberdeen, 31 juli 1951) is een golfprofessional uit Schotland. Hij speelt op de Europese Senior Tour.

## Amateur
Chillas vertegenwoordigde zijn land als juniorspeler.

## Professional
Chillas werd in 1971 professional. Ook speelde hij jarenlang op de Schotse Tartan Tour. Hij is twintig jaar lang een van de bekendste golfcoaches in Schotland geweest en werkt op de Glenbervie Golf Club (1932). Hij is ook de coach op de Universiteit van Stirling, waar hij is opgenomen in de Hall of Fame. Hij is o.a. de coach van Catriona Matthew, Maria Hjorth en Heather Stirling, de Schotse amateurkampioene in 2002.
Bij het bereiken van zijn 50ste levensjaar besloot hij meer voor zichzelf te trainen en op de Senior Tour te gaan spelen. Dat jaar won hij na 25 jaar opnieuw het Schotse PGA Kampioenschap. Zijn beste resultaat op de Senior Tour is een 3de plaats op de Order of Merit in 2007.

### Gewonnen

#### Nationaal
- 1976: PGA Kampioenschap
- 2001: PGA Kampioenschap

#### Senior Tour
- 2003: Travis Perkins Senior Masters
- 2004: Estoril Seniors Tour Championship
- 2007: Scandinavian Senior Open na play-off tegen Glenn Ralph op de Royal Copenhagen Golf Club

### Teams
- PGA Cup: 5x tussen 1982 en 1992